# Eric Deacon
Pour les articles homonymes, voir Deacon.
Eric Deacon est un acteur et scénariste britannique né le 25 mai 1950 à Oxford (Royaume-Uni).

## Filmographie

### comme acteur
- 1973 : The Sex Thief : Crabshaw
- 1975 : It Could Happen to You : Mick
- 1976 : À nous les petites Anglaises : Mike
- 1978 : Spearhead (série TV) : Private Stevens (1978-1979)
- 1979 : Penmarric (série TV) : Jan-Yves
- 1979 : Yesterday's Hero : Chris
- 1982 : King's Royal (série TV) : Robert King
- 1985 : Zoo (A Zed and two noughts) de Peter Greenaway avec Brian Deacon et Andréa Ferréol : Oliver Deuce
- 1985 : Operation Julie (TV) : DC Ernie Wilson
- 1985 :  Doctor Who épisode « Timelash » Mykros
- 1988 : Maigret (TV) : Tony Portman
- 1993 : Suspect numéro 1 (épisode : Le Réseau de la honte) (Prime Suspect 3) (TV) : Doctor Gordon
- 2000 : The Last Musketeer (TV) : Charles Drew
- 2000 : Blind Ambition (TV) : Derek Lane

### comme scénariste
- 1999 : Engaged...
- 1995 : Suspect numéro 1 (épisode : Sphère d'influence) (Prime Suspect 4: Inner Circles) (TV)
- 1998 : Making the Cut (TV)
- 1999 : Engaged...
- 1999 : Relative Strangers (feuilleton TV)
- 2000 : Blind Ambition (TV)